# Karel Frederik Wenckebach

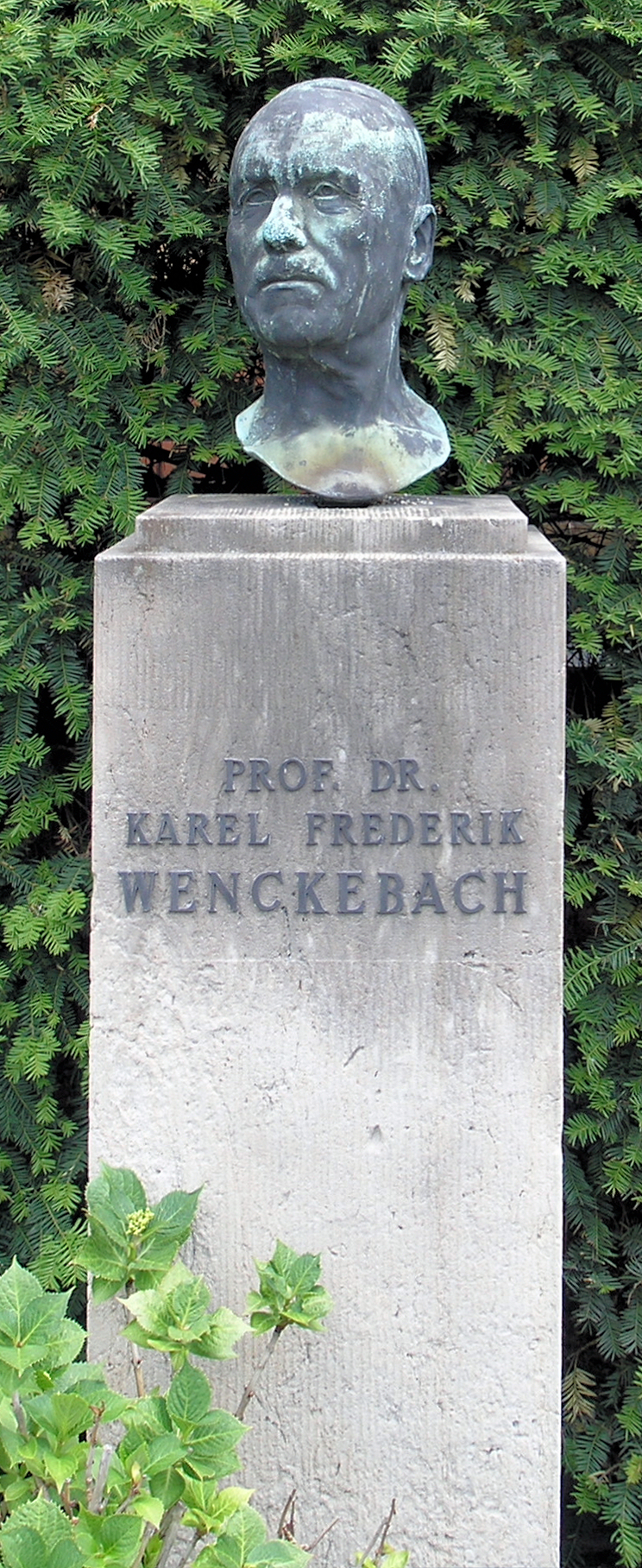
Gedenksteen K.F. Wenckebach

Karel Frederik Wenckebach, ('s-Gravenhage, 24 maart 1864 – Wenen, 11 november 1940) was een Nederlands hoogleraar geneeskunde en huisarts te Heerlen. Hij was tevens de broer van de Nederlandse kunstschilder en graficus Ludwig Willem Reymert Wenckebach en vader van de Nederlandse beeldhouwer en kunstschilder Oswald Wenckebach. 

## Biografie
In zijn praktijk kreeg hij meerdere malen patiënten te zien met hartritmestoornissen, daardoor werd hij gegrepen om zich verder te bekwamen in hartziekten. In 1896 ging hij terug naar Utrecht om zich verder te specialiseren. 
In 1901 werd hij hoogleraar in de interne geneeskunde te Groningen en was hij werkzaam in het Universitair Medisch Centrum Groningen. In 1911 ging hij naar Straatsburg en bekleedde aldaar dezelfde functie. Slechts drie jaar later vertrok hij naar Wenen om daar verder te gaan met zijn onderzoek naar hartritmestoornissen. Hij ontdekte min of meer bij toeval, door een tip, de gunstige invloed die kinine soms heeft op de ritmestoornissen van het hart. Een van de hartritmestoornissen, het zogenaamde Wenckebachblok, waarbij de geleidingstijd in de AV-knoop gedurende enkele slagen steeds toeneemt tot er uiteindelijk een slag niet meer doorkomt draagt nog steeds zijn naam.

## Varia
- Het Wenckebach Instituut, een opleidingsinstituut van het Universitair Medisch Centrum Groningen, is naar Wenckebach vernoemd. Dit instituut biedt vervolgopleidingen aan voor (para)medische zorgberoepen.
- Wenckebach huwde Catharina Henny, wat hem vermoedelijk deed besluiten huisarts te Heerlen te worden.[1]

## Werken van zijn hand
- Arythmie als Ausdruck bestimmter Funktionsstörungen des Herzens (1903, Engelse vertaling: 1904)[2]
- Die unregelmässige Herztätigkeit und ihre klinische Bedeutung (1914)
- Herz- und Kreislaufinsufficienz (1931)

- Bibsys: 3009601
- Biografisch Portaal: 98213534
- Gemeinsame Normdatei: 127514341
- International Standard Name Identifier: 0000 0001 0972 1988
- Library of Congress Control Number: no2009033316
- Nationale Bibliotheek van Tsjechië: xx0231422
- Nationale Bibliotheek van Israël: 987007426318005171
- Nederlandse Thesaurus van Auteursnamen: 069567409
- Réseau des bibliothèques de Suisse occidentale: 02-A003967284
- Système universitaire de documentation: 181020238
- Virtual International Authority File: 52713564
- WorldCat: E39PBJd3KM9JvR84QXV6bm3RKd